# دگراندیش

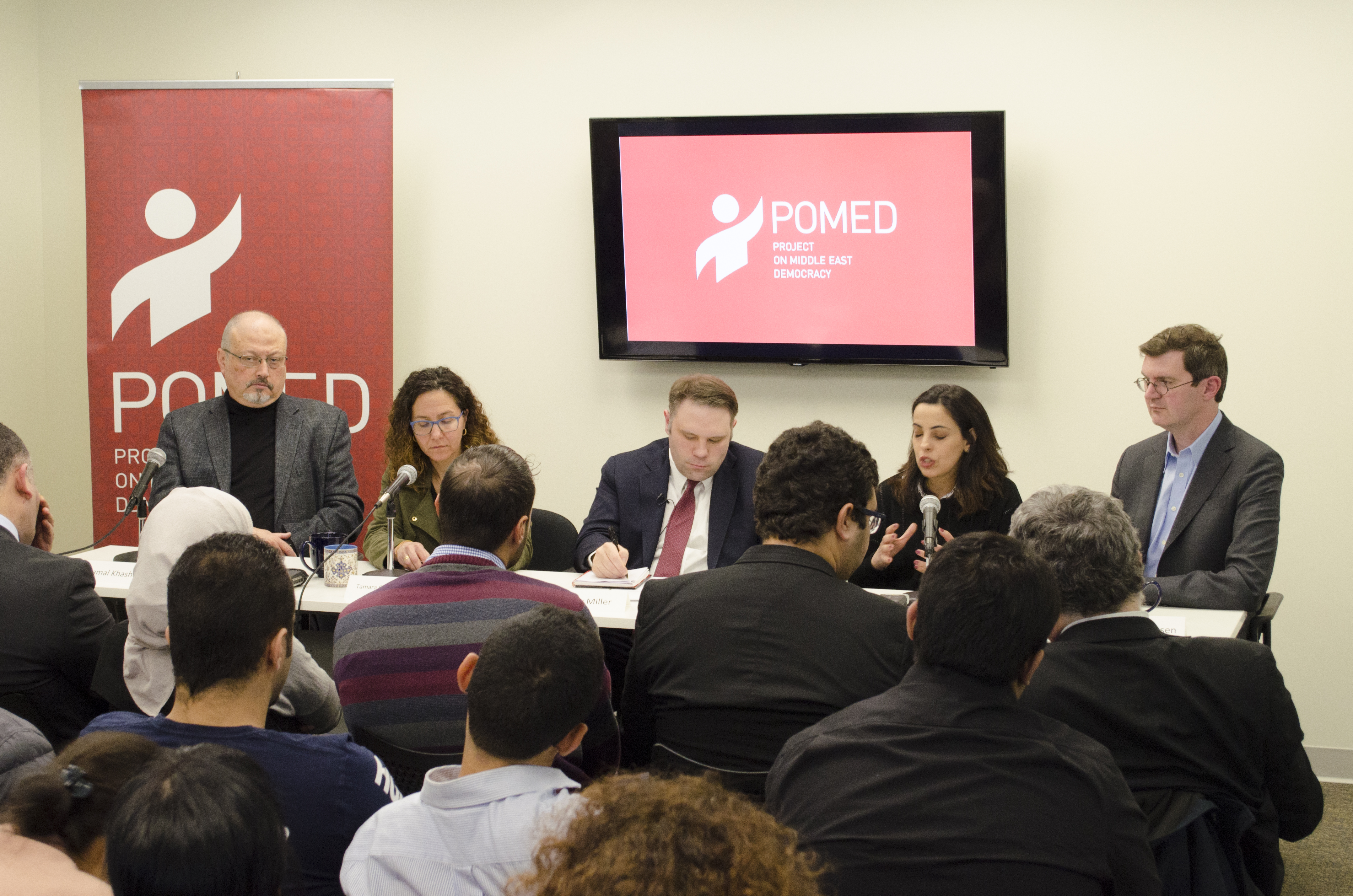
روزنامه‌نگار دگراندیش عربستان سعودی، جمال خاشقجی (سمت چپ) در یک پروژه ۲۰۱۸ در مجمع دموکراسی خاورمیانه در واشینگتن دی سی

دگراندیش، روشن‌فکر یا روشن‌اندیش (به انگلیسی: Dissident)، به معنای وسیع کلمه، شخصی است که یک آموزه یا دکترین، خط مشی یا سیاست یا نهاد مستقر را به‌طور جدی به چالش می‌کشد. درگفتار مذهبی، این کلمه از قرن ۱۸ استفاده شده‌است و از نظر سیاسی از سال ۱۹۴۰ مصادف با ظهور سیستم‌های توتالیتر به ویژه اتحاد جماهیر شوروی، آلمان نازی و عربستان سعودی این کلمه به کار رفته‌است. کلمهٔ روشن‌فکر یا دگراندیش (Open-mind) بعد از وقوع انقلاب صنعتی در اروپا شکل گرفت و وقایع عمیق فرهنگی را بر کالبد اخلاق فردی و اجتماعی مردم به جای گذاشت. در فرهنگ معین برای این واژه چنین آمده‌است: «دارای اندیشه متفاوت با اندیشه حاکم بر جامعه».

## دگراندیش مذهبی
به دسته ای از دگراندیشان گفته می‌شود که با رویکردهای مذهبی جاری زاویه دارند. در قرون وسطی در اروپا و در تاریخ ایران و کشورهای مسلمان کسانی که گفتمانی مخالف یا مغایر با آنچه حکومت یا کلیسا از دین ارائه می‌داند یا می‌دهند یا خلاف آنچه دین بیان می‌کند را می‌زنند را مرتد نامیده و مجازات‌های سنگین مانند اعدام یا سوزانده شدن در آتش براب آنها در نظر می‌گیرند.

## مخالفان بلوک شرقی
اصطلاح دگراندیشان در بلوک شرقی، به ویژه در اتحاد جماهیر شوروی، در دوره پس از مرگ جوزف استالین تا سقوط کمونیسم استفاده می‌شد. این واژه به شهروندانی گفته می‌شد که از شیوه‌ها یا اقتدار حزب کمونیست انتقاد می‌کردند. افرادی که سابقاً برای نوشتن و توزیع ادبیات سامیزدات غیر سانسور شده و غیر سازگار در روزنامه‌های رسمی مورد انتقاد قرار می‌گرفتند. به زودی بسیاری از کسانی که از بلوک اتحاد جماهیر شوروی ناراضی بودند، شروع به شناسایی خود به عنوان دگراندیش کردند. این حرکت اساساً معنای این اصطلاح را تغییر داد به شکلی که به جای استفاده از آن در اشاره به فردی که با جامعه مخالف است، به شخصی گفته می‌شد که عدم تطابق و مخالفت ویا تفکر متفاوت او به نفع یک جامعه تلقی می‌شد. یکی از عناصر مهم فعالیت دگراندیشان در اتحاد جماهیر شوروی، آگاهی دادن به جامعه (هم در داخل اتحاد جماهیر شوروی و هم در کشورهای خارجی) در مورد نقض قوانین و حقوق بشر بود: به یه جریان اتفاقات کرونیکل و گروه مسکو هلسینکی مراجعه کنید. برخی از مخالفان مشهور اتحاد جماهیر شوروی الکساندر سولژنبتسین و آندری ساخاروفبودند.

## دگراندیشان جمهوری‌خواه در ایرلند
اصطلاح مخالف به اصطلاح اولیه برای توصیف جمهوریخواهان ایرلندی تبدیل شده‌است که از نظر سیاسی به مخالفت با توافق‌نامه آدینه نیک ۱۹۹۸ ادامه می‌دهند و نتیجه همه‌پرسی‌های مربوط به آن را رد می‌کنند. این احزاب سیاسی همچنین دارای بالهای شبه نظامی هستند که از روشهای خشن برای دستیابی به اتحاد ایرلندحمایت می‌کنند.
گروه‌های مخالف جمهوریخواه ایرلند شامل حزب سوسیالیست جمهوری‌خواه جمهوری ایرلند (که در سال ۱۹۷۴ تأسیس شد – جناح شبه نظامی در حال حاضر غیرفعال آن ارتش آزادی‌بخش ملی ایرلند است)، جمهوری‌خواه ساین فین (در سال ۱۹۸۶ تأسیس شد – بال شبه نظامی این ارتش جمهوری‌خواه استمرار ایرلند IRA است) و جنبش حاکمیت ۳۲ ایالت (که در سال ۱۹۹۷ تأسیس شد – جناح شبه نظامی آن ارتش جمهوری‌خواه حقیقی ایرلند IRA است). در سال ۲۰۰۶، laglaigh na hÉireann پدید آمد که یک گروه پراکنده از استمرار ایرلند است.

## مخالفان و فناوری‌های جدید
مخالفان و فعالان از ابتدایی‌ترین سازندگان فناوری ارتباطات رمزگذاری شده مانند Tor و وب تاریک بودند و روی آوردن به این فناوری به عنوان راه‌هایی برای مقاومت در برابر رژیم‌های استبدادی، جلوگیری از سانسور و کنترل و محافظت از حریم خصوصی است.
تور در سال ۲۰۱۱ توسط معترضان رژیم مبارک در مصر مورد استفاده گسترده قرار گرفت. Tor به مخالفان اجازه می‌داد تا ضمن ایجاد اطلاعات حساس، به‌طور ناشناس و ایمن ارتباط برقرار کنند. همچنین، شورشیان سوری به‌طور گسترده از تور استفاده کردند تا با همه جهان رویدادهایی را که در کشور خود شاهد بودند به اشتراک بگذارند. علاوه بر این، مخالفان دولت در لبنان، موریتانی و همچنین کشورهای بهار عربی به‌طور گسترده از تور استفاده کردند تا ضمن تبادل نظر و برنامه‌های خود، در امان بمانند.

## مخالفان خاورمیانه
جمال خاشقجی یک مخالف و روزنامه‌نگار سعودی آمریکایی بود. وی در داخل سفارتخانه ترکیه توسط مقامات عربستان سعودی به قتل رسید.
چندین فعال حقوق بشر دیگر از عربستان سعودی یا خاموش یا مجازات شده‌اند. این چنین مواردی زمانی اتفاق می‌افتد که شخص در خارج از کشور باشد. اگر آنها سعودی نباشند از تبعید استفاده می‌شود.

## دگراندیشان در ایران و جمهوری اسلامی
در ایران دگراندیشی دینی در پاره‌ای موارد جرم یا حتی ارتداد شناخته می‌شود که این موضوع سابقه تاریخی دارد. از نحوه برخورد عباسیان باقرمطیان تا دوران صفویه و برخوردهای با بهاییت و مارکسیت و جریانات چپ در ایران نشاندهنده جریان بسیار گسترده دگراندیشی در ایران و سرکوب شدید از طرف دولت‌های و حکومت‌های مختلف است. این عبارت در دوره اکبر هاشمی رفسنجانی باب شدو در دوران ریاست جمهوری سید محمد خاتمی برخوردهایی با دگراندیشان صورت گرفت که از جمله آنها می‌توان به قتل‌های زنجیره‌ای یا ماجرا اتوبوس ارمنستان حامل نویسندگان دگراندیش اشاره کرد. این در حالی است که رهبر جمهوری اسلامی ایران آیت االله سید علی  خامنه‌ای صراحتاً گفته‌است که واژه دگراندیش را قبول ندارد و آن را ساخته معاندان می‌داند.